# Qarshi Airport
Qarshi Airport (Oezbeeks: Qarshi Xalqaro Aeroporti) is een vliegveld in het zuidoosten van Oezbekistan ten zuidwesten van de stad Qarshi. De IATA-code is KSQ en de ICAO-code is UTSK. De luchthaven beschikt over één start- en landingsbaan en een kleine terminal.

## Bestemmingen
Vanuit Qarshi Airport kan worden gevlogen naar (maart 2024):
| Luchtvaartmaatschappij | Stad     | Luchthaven                         | Opmerkingen |
| ---------------------- | -------- | ---------------------------------- | ----------- |
| Azimuth                | Moskou   | Internationale luchthaven Vnoekovo |             |
| Silk Avia              | Tasjkent | Tashkent International Airport     |             |
| Ural Airlines          | Moskou   | Luchthaven Domodedovo              |             |
| Uzbekistan Airways     | Tasjkent | Tashkent International Airport     |             |
| Uzbekistan Airways     | Moskou   | Internationale luchthaven Vnoekovo |             |